# Villino Centurini
Villino Centurini é uma pequena villa localizada na esquina da Piazza dell'Indipendenza com a Via Vittorio Bachelet, no rione Castro Pretorio de Roma.

## História e descrição
Este palácio foi projetado e construído em 1874 pelo arquiteto suíco Enrico Kleffler (1840-1891) na Piazza dell'Indipendenza para o comendador Alessandro Centurini (1830–1916), um industrial genovês, senador e personagem importante nos grandes empreendimentos realizados na capital na época. O palácio foi um dos primeiros a ser construído no novo bairro conhecido como "Macao" (o atual rione Castro Pretorio) e, em particular, na Piazza dell'Indipendenza, conhecida na época como Piazza del Macao, no formato de um villino, que relembra modelos franceses ou alemães e realiza as exigências da classe dirigente da nova Itália unificada. 
Em 1933, ele foi vendido por seus herdeiros, em dificuldades financeiras, para a Comuna di Roma e, dois anos depois, passou a abrigar a sede do Liceo Ginnasio "Giulio Cesare". A partir de 1936, passou a abrigar também a sede do Regio Istituto Magistrale Alfredo Oriani, hoje o Liceo Statale Niccolò Machiavelli. Um ano antes, para fazer frente à exigência de mais espaço para os alunos, um novo edifício foi construído encostado no antigo palacete, o que alterou de maneira irremediável sua característica de villino com a perda da fachada de frente para o jardim e para a Via Vicenza.
Ao longo dos anos, os ambientes interiores do villino foram muito modificados e transformados para se adaptarem à nova realidade escolar. Por conta disto, quartos, salões e até a cozinha foram transformados em salas de aula, laboratórios e escritórios. Em 1996 foram realizadas as primeiras obras de restauração do edifício, que se apresentavam em "condições de notável degradação": a fachada principal para a Piazza dell'Indipendenza e a da Via Bachelet foram recuperadas. Em 1999, depois do desabamento de uma parte interna acima da escada de acesso ao primeiro andar, foram iniciadas as obras de conservação e restauração do interior, terminadas em maio de 2002